# Ross Barkley
Ross Barkley (ur. 5 grudnia 1993 w Liverpoolu) – angielski piłkarz, występujący na pozycji pomocnika w angielskim klubie Aston Villa. W latach 2013–2019 reprezentant Anglii. Uczestnik Mistrzostw Świata 2014.
Wychowanek Evertonu. W swojej karierze występował również m.in. w takich klubach jak: Chelsea, OGC Nice czy Luton Town. Został powołany na Mistrzostwa Europy 2016, jednak nie wystąpił w żadnym spotkaniu.

## Kariera klubowa

### Everton
Barkley urodził się w Liverpoolu, w Merseyside. Dołączył do Evertonu w wieku 11 lat i grał w młodzieżowych sekcjach klubu. W sezonie 2011/12 zadebiutował w inauguracyjnym meczu sezonu, w którym Everton uległ Queens Park Rangers 1:0, ale sam Barkley został wybrany graczem meczu przez Radio City Sport. Jego występ pochwalił również Martin Keown, który stwierdził, że Barkley będzie jednym z najlepszych piłkarzy w historii angielskiej piłki.
14 września 2012 roku został wypożyczony do Sheffield Wednesday. W styczniu 2013 roku dołączył do Leeds United w ramach wypożyczenia. Zadebiutował w domowym meczu przeciwko Barnsley. 

### Chelsea
5 stycznia 2018 podpisał pięcioipółletni kontrakt z Chelsea. 7 października 2018 roku zdobył pierwszą bramkę dla The Blues w wygranym spotkaniu 3:0 z Southampton.

## Kariera reprezentacyjna
Barkley reprezentował Anglię w drużynach U-16, U-17, U-18 i U-21. Pierwszy raz został powołany do drużyny U-16 w wieku 14 lat. W 2009 roku zagrał na turnieju w Montaigu. Był kapitanem i poprowadził zespół do zwycięstwa nad reprezentacją Niemiec w finale. Został również Mistrzem Europy U-17, a w drodze do finału zdobył dwa gole. W sierpniu 2011 roku został powołany do reprezentacji U-21.

## Statystyki kariery
(aktualne na dzień 4 sierpnia 2025)
| Klub                       | Sezon              | Liga               | Liga  | Liga   | Puchar kraju | Puchar kraju | Puchar ligi | Puchar ligi | Europa | Europa | Suma  | Suma   |
| Klub                       | Sezon              | Liga               | Mecze | Bramki | Mecze        | Bramki       | Mecze       | Bramki      | Mecze  | Bramki | Mecze | Bramki |
| -------------------------- | ------------------ | ------------------ | ----- | ------ | ------------ | ------------ | ----------- | ----------- | ------ | ------ | ----- | ------ |
| Everton                    | 2011/12            | Premier League     | 6     | 0      | 1            | 0            | 2           | 0           | –      | –      | 9     | 0      |
| Everton                    | 2012/13            | Premier League     | 7     | 0      | 1            | 0            | 1           | 0           | –      | –      | 9     | 0      |
| Sheffield Wednesday (wyp.) | 2012/13            | Championship       | 13    | 4      | 0            | 0            | 0           | 0           | –      | –      | 13    | 4      |
| Leeds United (wyp.)        | 2012/13            | Championship       | 4     | 0      | 0            | 0            | 0           | 0           | –      | –      | 4     | 0      |
| Everton                    | 2013/14            | Premier League     | 34    | 6      | 3            | 1            | 1           | 0           | –      | –      | 38    | 7      |
| Everton                    | 2014/15            | Premier League     | 29    | 2      | 2            | 0            | 0           | 0           | 5      | 0      | 36    | 2      |
| Everton                    | 2015/16            | Premier League     | 38    | 8      | 4            | 2            | 6           | 2           | –      | –      | 48    | 12     |
| Everton                    | 2016/17            | Premier League     | 36    | 5      | 1            | 0            | 2           | 1           | –      | –      | 39    | 6      |
| Everton                    | 2017/18            | Premier League     | 0     | 0      | 0            | 0            | 0           | 0           | 0      | 0      | 0     | 0      |
| Chelsea                    | 2017/18            | Premier League     | 2     | 0      | 1            | 0            | 1           | 0           | 0      | 0      | 4     | 0      |
| Chelsea                    | 2018/19            | Premier League     | 27    | 3      | 3            | 0            | 5           | 0           | 12     | 2      | 48    | 5      |
| Chelsea                    | 2019/20            | Premier League     | 21    | 1      | 5            | 3            | 1           | 1           | 3      | 0      | 31    | 5      |
| Chelsea                    | 2020/21            | Premier League     | 2     | 0      | –            | –            | 1           | 1           | 0      | 0      | 3     | 1      |
| Aston Villa (wyp.)         | 2020/21            | Premier League     | 24    | 3      | 0            | 0            | 0           | 0           | –      | –      | 24    | 3      |
| Chelsea                    | 2021/22            | Premier League     | 6     | 1      | 2            | 0            | 3           | 0           | 3      | 0      | 14    | 1      |
| OGC Nice                   | 2022/23            | Ligue 1            | 27    | 4      | 1            | 0            | –           | –           | –      | –      | 28    | 4      |
| Luton Town                 | 2023/24            | Premier League     | 32    | 5      | 4            | 0            | 1           | 0           | –      | –      | 37    | 5      |
| Aston Villa                | 2024/25            | Premier League     | 20    | 3      | 2            | 0            | 1           | 0           | 6      | 1      | 29    | 4      |
| Ogólnie w karierze         | Ogólnie w karierze | Ogólnie w karierze | 328   | 45     | 30           | 6            | 25          | 4           | 29     | 3      | 412   | 58     |

## Sukcesy
Chelsea
- Puchar Anglii: 2017/18
- Liga Europy UEFA: 2018/19
- Klubowe Mistrzostwa Świata: 2021

Reprezentacyjne
- 3. miejsce w Lidze Narodów UEFA: 2018/19
- Mistrzostwo Europy U-17: 2010

Indywidualne
- Drużyna turnieju Mistrzostw Europy U-17: 2010
- Młody gracz roku w Evertonie: 2012/13, 2013/14